# Wilhelmina Harker
Wilhelmina "Mina" Harker is een personage uit de roman Dracula van Bram Stoker.

## Rol in Dracula
In het begin van de roman draagt Harker nog haar geboortenaam, Murray, en werkt ze als lerares in de etiquette. Ze is verloofd met Jonathan Harker en bevriend met Lucy Westenra. Na de ontsnapping van haar verloofde uit Dracula’s kasteel stuurt hij Mina vanuit een ziekenhuis in Boedapest een bericht. Mina reist af naar Boedapest en ontmoet hem daar. In Boedapest trouwen ze, en het tweetal reist uiteindelijk terug naar Engeland.
Dracula verhuist naar Engeland in een aantal kisten van zijn geboortegrond en bijt Lucy Westenra. De Nederlandse arts Abraham van Helsing wordt te hulp geroepen en ontdekt de oorzaak van Lucy's ziekte. Ook Mina wordt gebeten, en dreigt zo langzaam een vampier te worden. De enige manier om aan dit lot te ontkomen is om Dracula te doden, wat de overige personages in de rest van het boek proberen te doen. Wilhelmina bezwijkt echter door het vampierbloed in haar aderen, zodat ze dan eens in een staat van bewustzijn is en dan weer in een soort trance, waarbij ze telepathisch verbonden is met Dracula. Wilhelmina wendt deze nieuwe gave aan om Dracula te vinden.
Dracula vlucht naar zijn kasteel in Transsylvanië, terwijl hij achtervolgd wordt door de groep. Ze weten hem uiteindelijk net voor zonsondergang te doden en Mina van de vloek van de vampier te bevrijden.
Het boek eindigt met een voetnoot over Mina's en Jonathans verdere leven en de geboorte van hun zoon Quincey, ter herinnering aan hun gelijknamige vriend, Quincey Morris, die door Dracula werd gedood.

## Karakter
Mina is vastbesloten, verstandig, bescheiden en uit de middenklasse. Bram Stoker schetste haar als twee personen. Enerzijds is ze een geïdealiseerde victoriaanse vrouw en anderzijds heeft ze alle kenmerken van een moderne vrouw, waarbij ze veel aan deze tijd gerelateerde dingen doet, zoals boekhouden, steno schrijven en werken als journalist.

## League of Extraordinary Gentlemen
Mina Harker is tevens een personage in Alan Moores miniseries over The League of Extraordinary Gentlemen. Hierin is ze lid van een Victoriaans superheldenteam samen met Allan Quatermain, Hawley Griffin, Dr. Jekyll, Dorian Grey en Kapitein Nemo.
In de verhalen van de League blijkt dat Dracula’s invloed over Mina nooit geheel is verdwenen, waardoor ze nog steeds vampierkrachten bezit. Ze is in deze verhalen weer gescheiden van Jonathan. Daarom gebruikt ze in de verhalen weer gewoon haar geboortenaam, Mina Murray.
Deze versie van Mina kwam ook voor in de verfilming van de stripreeks. Hierin wordt ze gespeeld door Peta Wilson. In de film is ze niet de leider van de League, maar doet dienst als de scheikundige in het team. Ze heeft een relatie met Dorian Gray, maar doodt hem nadat hij de League verraadt.

## In andere media
Mina, of een vrouw in een soortgelijke rol, komt voor in vrijwel elke verfilming van Dracula. Wel heeft ze in sommige verfilmingen een andere achternaam voor haar huwelijk met Jonathan. In een aantal films wordt haar rol verwisseld met die van Lucy.